# Victor Râmniceanu
Victor Râmniceanu (n. 12 septembrie 1856, Buzău – d. 29 noiembrie 1933, București) a fost un jurist român, membru de onoare al Academiei Române.
A fost cel de-al noăulea președinte al Curții de Casație, între 22 august 1919 și 5 august 1924.
A militat pentru rolul primordial al Înaltei Curți de Casație și Justiție de a unifica jurisprudența la nivel național: această instanță a fost concepută să fie egida legilor, garanția supremă a drepturilor cetățenilor și a solidității edificiului social.